# Bolotnoje
Bolotnoje (oroszul: Болотное) város Oroszország ázsiai részén, a Novoszibirszki területen; a Bolotnojei járás székhelye. 
Népessége: 16 570 fő (a 2010. évi népszámláláskor).
Neve az orosz "boloto" ('mocsár') szó melléknévi alakjából származik.

## Elhelyezkedése
A Nyugat-szibériai-alföld délkeleti részén, Novoszibirszktől kb. 125 km-re északkeletre, a Kemerovói terület határához közel helyezkedik el. A Transzszibériai vasútvonal Novoszibirszk–Krasznojarszk közötti szakaszának egyik állomása.
1805-ben alapították a régi nagy szibériai postaút (Szibirszkij trakt) mentén, melyből itt ágazott el az út Barnaul felé. 1943-ban kapott város címet.

## Népessége
| Lakosok száma | 7800 | 21 890 | 20 200 | 19 100 | 17 600 | 17 200 | 16 600 | 15 931 | 15 668 | 15 644 |
|               | 1931 | 1970   | 1992   | 2001   | 2005   | 2008   | 2011   | 2015   | 2018   | 2021   |